# 4654 Горькавий
4654 Горькавий (4654 Gorʹkavyj) — астероїд головного поясу, відкритий 11 вересня 1977 року.
Тіссеранів параметр щодо Юпітера — 3,639.